# Mina Carlson-Bredberg

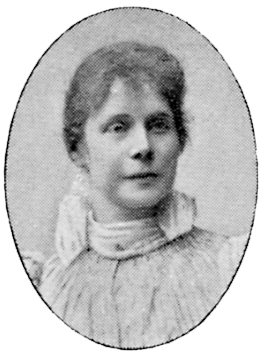
Mina Carlson-Bredberg, vor 1902

Mina Carlson-Bredberg (geboren als Vilhelmina Bredberg am 2. September 1857 in Stockholm; gestorben am 9. Juni 1943 ebenda) war eine schwedische Malerin.

## Leben und Werk

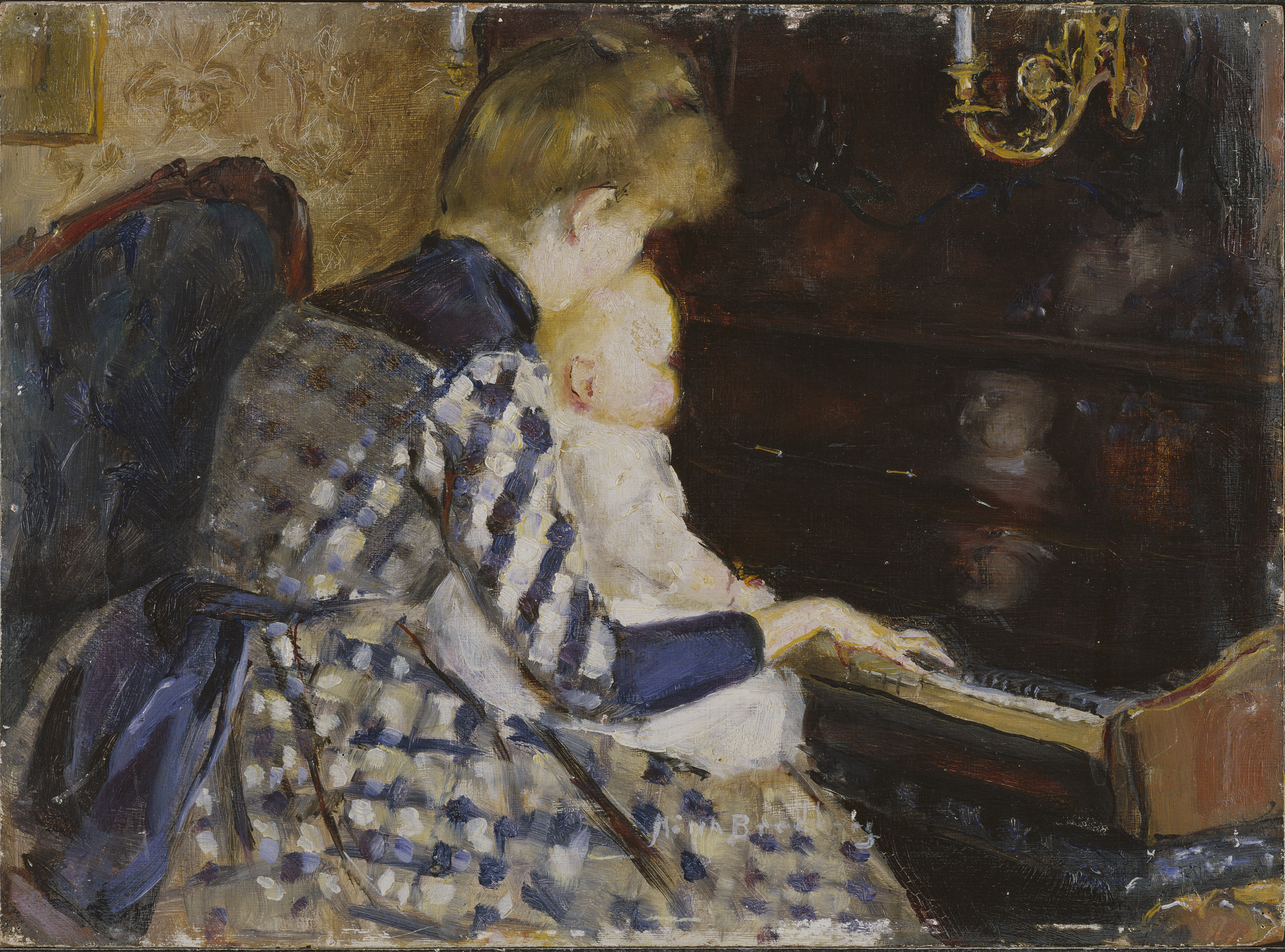
Mina Carlson-Bredberg: Vid piano

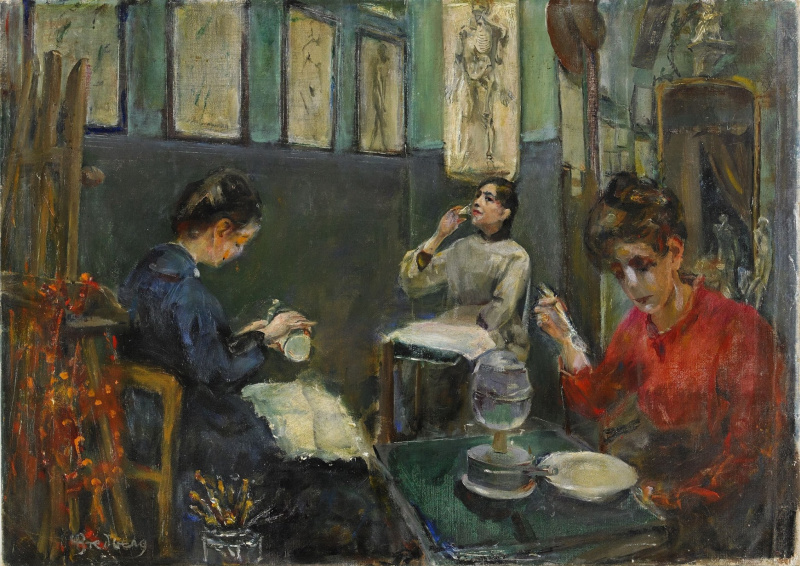
Mina Carlson-Bredberg: Académie Julian (stora dame ateliern) med mademoiselle Beson som dricker ur sitt glas

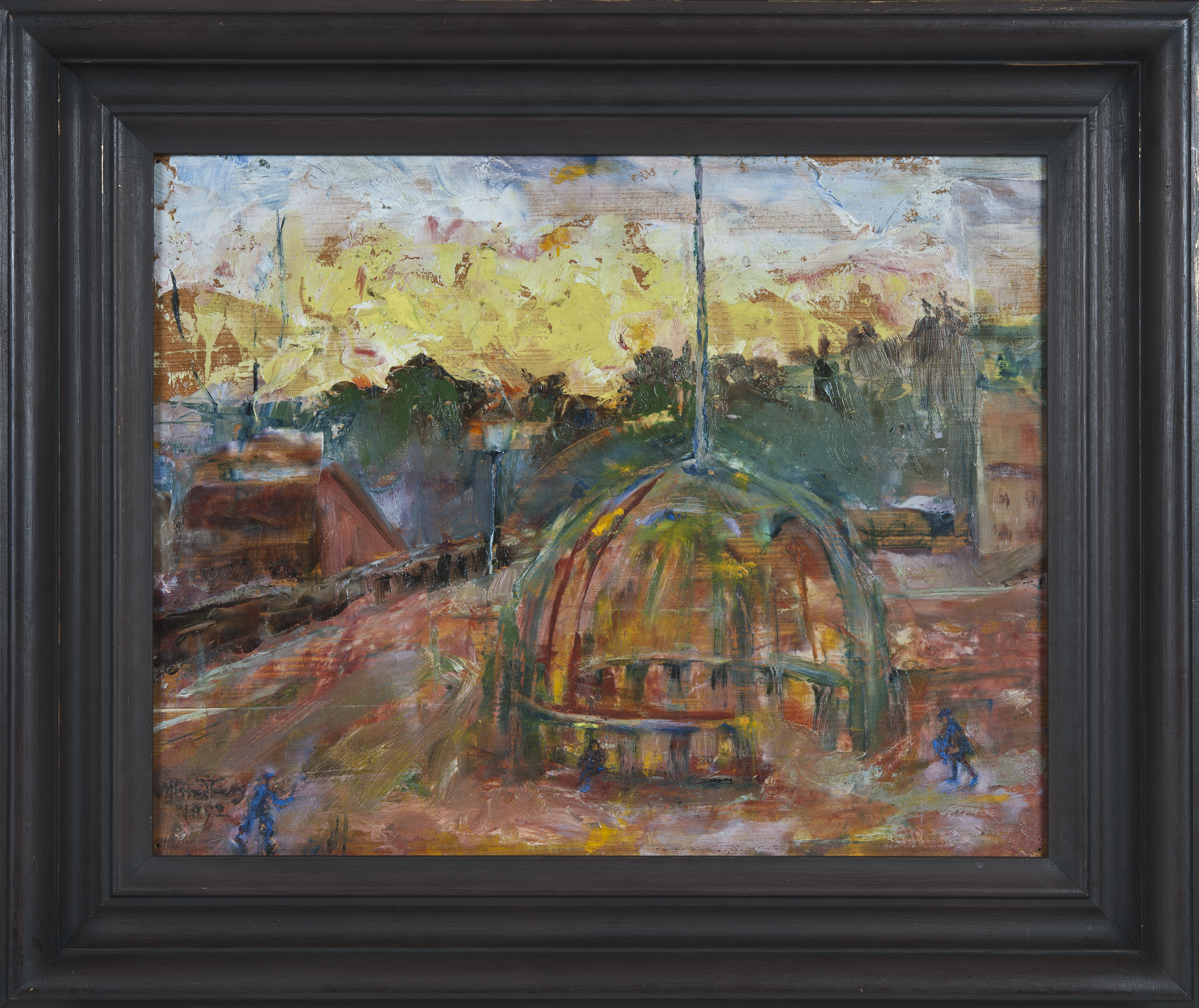
Mina Carlson-Bredberg: Soluppgång i Södertälje

Vilhelmina Bredberg – genannt Mina – kam als Tochter von Henrik Wilhelm Bredberg und seiner Frau Josefina Lovisa, geborene Smerling, in Stockholm zur Welt. Der Vater war leitender Regierungsbeamter und wurde 1860 zum konsultativt statsråd (Minister ohne Geschäftsbereich) ernannt. Die Mutter war die Nichte des Verlegers Lars Johan Hierta; beide Eltern interessierten sich für Literatur und Kunst.
Mina Bredberg besuchte in Stockholm zunächst die Mädchenschule Normalskolan för flickor und anschließend die Privatschule Eggertz. Ihre künstlerischen Interessen wurden von dem Maler und Dichter Fredrik Wilhelm Scholander gefördert, der regelmäßiger Gast der Familie war. Auf seinen Rat hin erhielt sie Unterricht bei den Malerinnen Kerstin Cardon und Amanda Sidwall. Bredberg heiratete 1877 im Alter von 20 Jahren den mit der Familie befreundeten Vilhelm Swalin. Während der Ehe gab sie die Malerei zunächst auf und vertiefte sich stattdessen in literarische Studien. Insbesondere las sie die Visionen der heiligen Birgitta von Schweden und Dantes Göttliche Komödie. Die Ehe mit Swalin wurde 1884 geschieden. Bereits im Vorjahr hatte Bredberg Schweden verlassen, um in Paris ihr Studium der Malerei fortzusetzen. Dort studierte sie von 1883 bis 1887 an der Académie Julian bei Jules-Joseph Lefebvre und Gustave Boulanger. Zu ihren Mitschülerinnen gehörte die Malerin Louise-Cathérine Breslau, mit der sie fortan eine Freundschaft verband. 1887 stellte Bredberg erstmals ein Porträt im Salon de Paris aus. 1888 unternahm sie eine Reise nach Italien, wo sie insbesondere die Werke von Giovanni Bellini, Antonello da Messina und Andrea Mantegna studierte, die Einfluss auf ihre frühen Arbeiten hatten. Im selben Jahr nahm sie erneut ihr Studium an der Académie Julian auf. Ihre Lehrer wurden nun Carolus-Duran und Benjamin-Constant, während sie darüber hinaus an der Académie als Assistenzlehrerin wirkte. Auf der Pariser Weltausstellung 1889 stellte sie ein Selbstporträt aus, für das sie eine lobende Erwähnung erhielt. Ihre in Paris entstandenen Werke orientierten sich an zeitgenössischen französischen Künstlern wie Jules Bastien-Lepage und zeigen einen impressionistisch geprägten Realismus.
1890 kehrte Bredberg zwar nach Schweden zurück, unternahm jedoch in den Folgejahren von hier aus ausgedehnte Studienreisen, die sie nach England, Frankreich, Holland, Belgien, Deutschland und Österreich führten. In Frankreich hatte sie den Designer Lewis Foreman Day kennengelernt, über den sie Kontakt zum britischen Arts and Crafts Movement erhielt. In London lernte sie durch ihn die Künstler William Morris und Walter Crane kennen. Die Werke der englischen Maler J. M. W. Turner und James Abbott McNeill Whistler beeinflussten Bredbergs Arbeiten nachhaltig. Ihre Malweise veränderte sich zu einem freieren expressionistischen Stil mit diffus gehaltenen Konturen. Dies zeigt sich vor allem in ihren Stockholmer Stadtansichten.
In Stockholm war sie seit 1890 Mitglied im Künstlerbund Konstnärsförbundet und seit 1891 im Verein Svenska konstnärernas förening. Von 1893 bis 1895 gab sie Malunterricht an der Schule von Elisabeth Keyser, die sie bereits aus Paris kannte. 1895 heiratete Bredberg den Regierungsbeamten Georg Carlson, mit dem sie bis zu dessen Tod 1920 zusammenlebte. Mina Carlson-Bredberg starb 1943 in Stockholm.
Insgesamt weist das Werk von Carlson-Bredberg eine große motivische Vielfalt auf. Neben Landschaften finden sich auch Interieurs, religiöse Motive, Genrebilder und Blumenstillleben. Besonders zahlreich sind ihre Porträts, insbesondere Darstellungen von Kindern. Sie zeigte ihre Arbeiten in zahlreichen Ausstellungen in Schweden und im Ausland, etwa in Paris, Kopenhagen und Chicago. Ihre Werke finden sich beispielsweise im Nationalmuseum und in Museum Waldemarsudde in Stockholm und im Göteborgs konstmuseum.